# 豊田市立若林東小学校
豊田市立若林東小学校（とよたしりつ わかばやしひがししょうがっこう）は、愛知県豊田市若林東町にある公立小学校。

## 校区
- 若林東町の大部分（棚田の一部を除く） が校区である。公立中学校に進学する場合は豊田市立高岡中学校へ進学する [1]。

## 沿革
- 1974年（昭和49年） - 第二若園小学校（仮称）として、校舎の起工式を行う。
- 1975年（昭和50年）4月 - 豊田市立若園小学校から分離し、豊田市立若林東小学校として開校。
- 1976年（昭和51年） - プールが完成する。
- 1978年（昭和53年） - 校舎を増築する。
- 1983年（昭和58年） - 校舎を増築する。

## 交通アクセス
- 名鉄三河線若林駅下車、徒歩約15分。

## 周辺施設
- 愛知県立豊田南高等学校
- 愛知県立豊田工科高等学校
- 豊田市立若園中学校
- 豊田市立若園小学校
- 豊田市立若林西小学校
- 豊田市立若林こども園
- 岡崎信用金庫高岡支店
- トヨタ車体吉原工場
- 名鉄三河線若林駅